# Achaldaba
Achaldaba (Georgisch: ახალდაბა) is een 'nederzetting met stedelijk karakter' (daba) met bijna 1.800 inwoners (2024) in de gemeente Bordzjomi van de regio Samtsche-Dzjavacheti in centraal-Georgië. Het is gesitueerd op 740 meter boven zeeniveau aan de rivier Mtkvari. Achaldaba ligt 110 km ten westen van hoofdstad Tbilisi en halverwege tussen de steden Bordzjomi en Chasjoeri op de grens met de regio Sjida Kartli.

## Geschiedenis
Achaldaba wordt in bronnen uit de dertiende eeuw genoemd. Het was een kleine stad, maar de gunstige geografische ligging in de Mtkvari-kloof, niet ver van de vlakte bij Chasjoeri gaf het een strategisch en commercieel belang, als toegangspoort tot de rvierkloof. In 1260 vond in het gebied tussen Achaldaba en Kvisjcheti een grote veldslag plaats tussen troepen van de Sargi Dzjakeli, een prins die David VII diende, en het Mongoolse Il-kanaat. In het tijdperk van het late feodalisme was het nog steeds een kleine maar belangrijke stad, met een douanekantoor. Overblijfselen van een 10e-eeuwse brug en toren zijn bewaard gebleven.
Met het einde van de feodale tijd en het begin van de Russische overheersing verloor Achaldaba zijn functie en werd het een onopvallend dorpje tot er thermale bronnen van verschillende temperatuur en samenstelling gevonden werden. In de Sovjetperiode werd de nederzetting tot balneologisch kuuroord ontwikkeld. In 1965 werd Achaldaba gepromoveerd naar een 'nederzetting met stedelijk karakter' (დაბა, daba).

## Demografie
Per 1 januari 2024 had Achaldaba 1.765 inwoners, een toename van 12% ten opzichte van de volkstelling van 2014. Achaldaba is praktisch mono-etnisch Georgisch (99,1%).
| Aantal                                                           | 753 | - | - | 2.583 | 2.504 | 2.440 | 2.377 | 1.586 | 1.780 | 1.765 |
| Verantwoording data: Bevolkingsstatistiek Georgië 1897 tot heden |     |   |   |       |       |       |       |       |       |       |

## Bezienswaardigheden
Op een rots boven het stadje staat het middeleeuwse fort Tamari, vanwaar de Mtkvarikloof te overzien is. Het fort is bereikbaar via een wandelroute. In de directe omgeving zijn meerdere middeleeuwse ruïnes te vinden, zoals het 9e-eeuwse Nedzviklooster, en een toren van het Achaldabakasteel.

## Vervoer
De belangrijkste weg naar en van Achaldaba is de Georgische weg van internationaal belang S8 die centraal Georgië en Tbilisi met Turkije verbindt via de steden Bordzjomi en Achaltsiche. Verder heeft Achaldaba een station in de spoorlijn Chasjoeri - Bordzjomi, een aftakking van de Tbilisi - Poti spoorlijn. Er stopt dagelijks een trein uit Tbilisi en Bordzjomi.